# Seaview Golf Club
Der Seaview Golf Club ist eine Golf- und Freizeitanlage in Virginia, Montserrado County. Er befindet sich etwa 10 Kilometer Luftlinie nördlich vom Stadtzentrum Monrovias, der Hauptstadt der westafrikanischen Republik Liberia.
Die Anlage wurde in den 1970er Jahren auf einem an das Hotel Africa angrenzenden Sumpf- und Wiesengelände an der Mündung des Saint Paul River errichtet. Der offizielle Betreiber ist die Liberia Golf Association (LGA).
Das Golfgelände wird gegenwärtig als Freizeitanlage des von der Irischen UN-Mission in Liberia aufgebauten Camp Clara benutzt, auch Mitarbeiter der liberianischen Regierung und ausländische Geschäftsleute und Diplomaten sind vertreten.
Ein weiterer Golfplatz in Liberia befindet sich auf dem Firmengelände der Firestone-Plantage bei Harbel im Margibi County.